# Allan Pettersson (centerpartist)
Nils Allan Ingbert Pettersson, folkbokförd Petersson, född 16 februari 1930 i Fröderyd, Jönköpings län, död 28 februari 2020 i Brännkyrka distrikt, Stockholms län, var en svensk politiker (centerpartiet). 
Pettersson genomgick Tenhults lantbruksskola 1958–1959. Han blev distriktsstudieledare vid Svenska Landsbygdens Studieförbund 1959, ombudsman 1961, riksombudsman 1964 och kanslichef för Centerpartiet 1968. Han var partisekreterare 1976–1984 och koncernchef för Centertidningar 1984–1987. Pettersson var ledamot av presstödsnämnden. Han satt i kommunfullmäktige i Huddinge 1970–1976.